# Eduard Breuninger

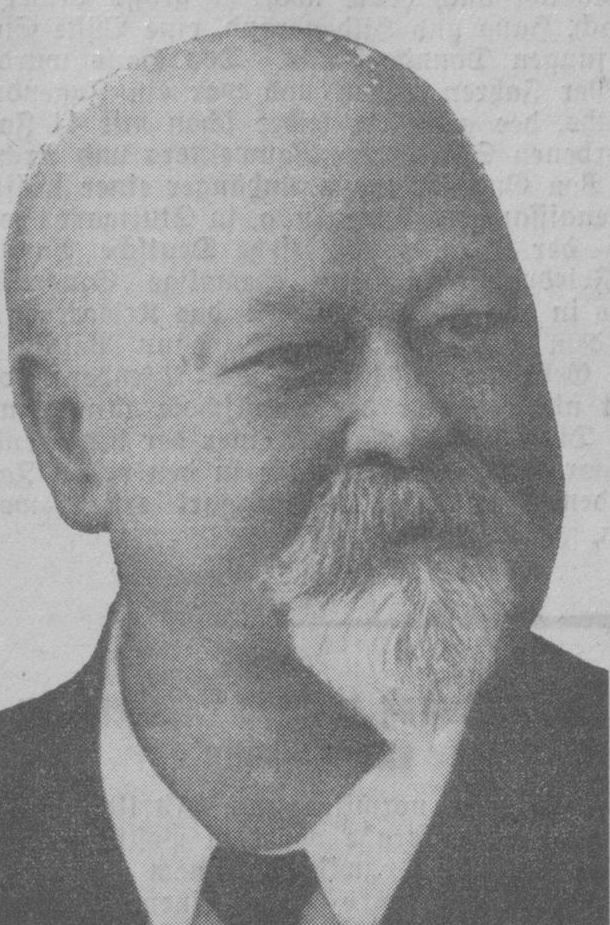
Eduard Breuninger

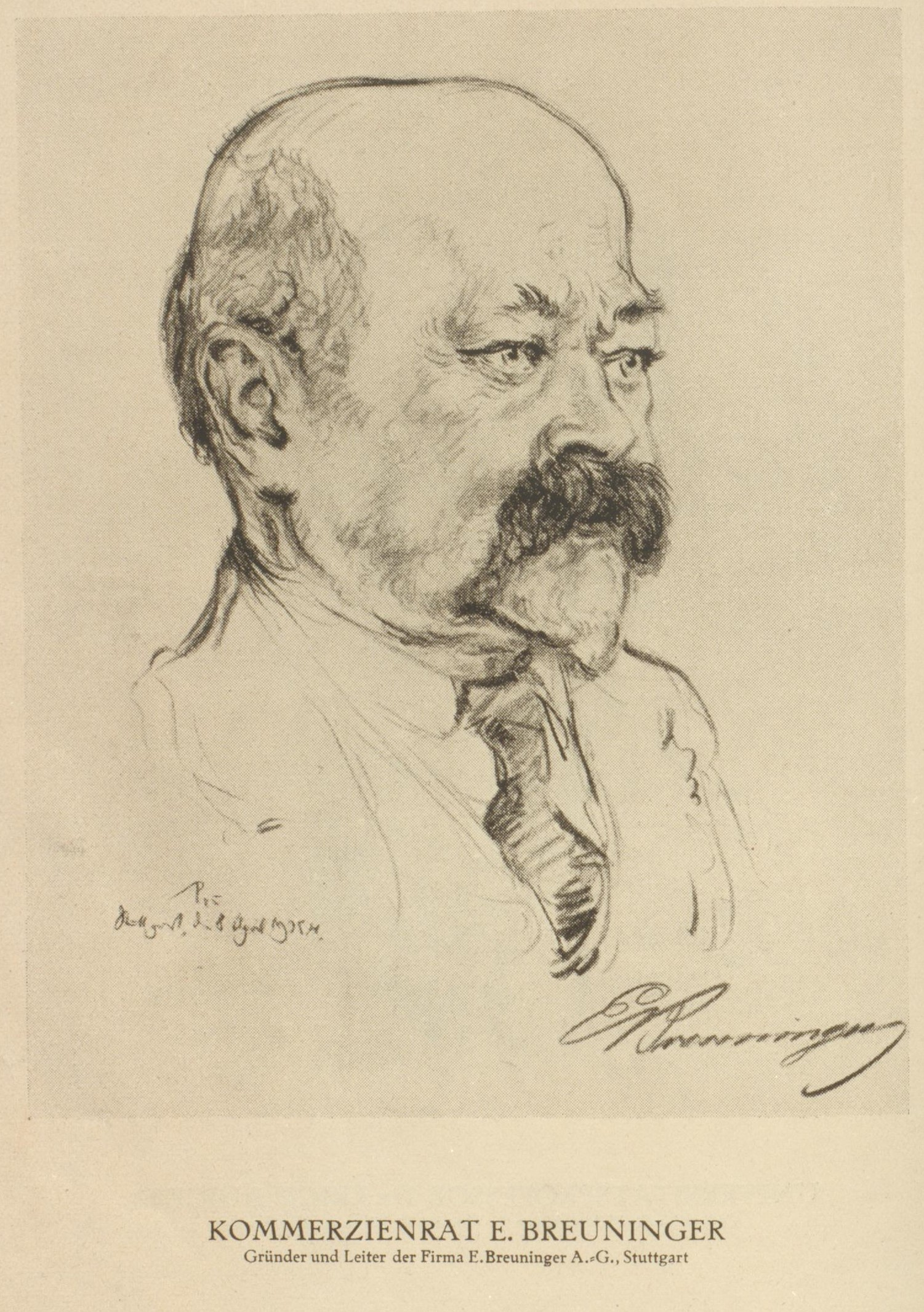
Emil Stumpp: Eduard Breuninger (1926)

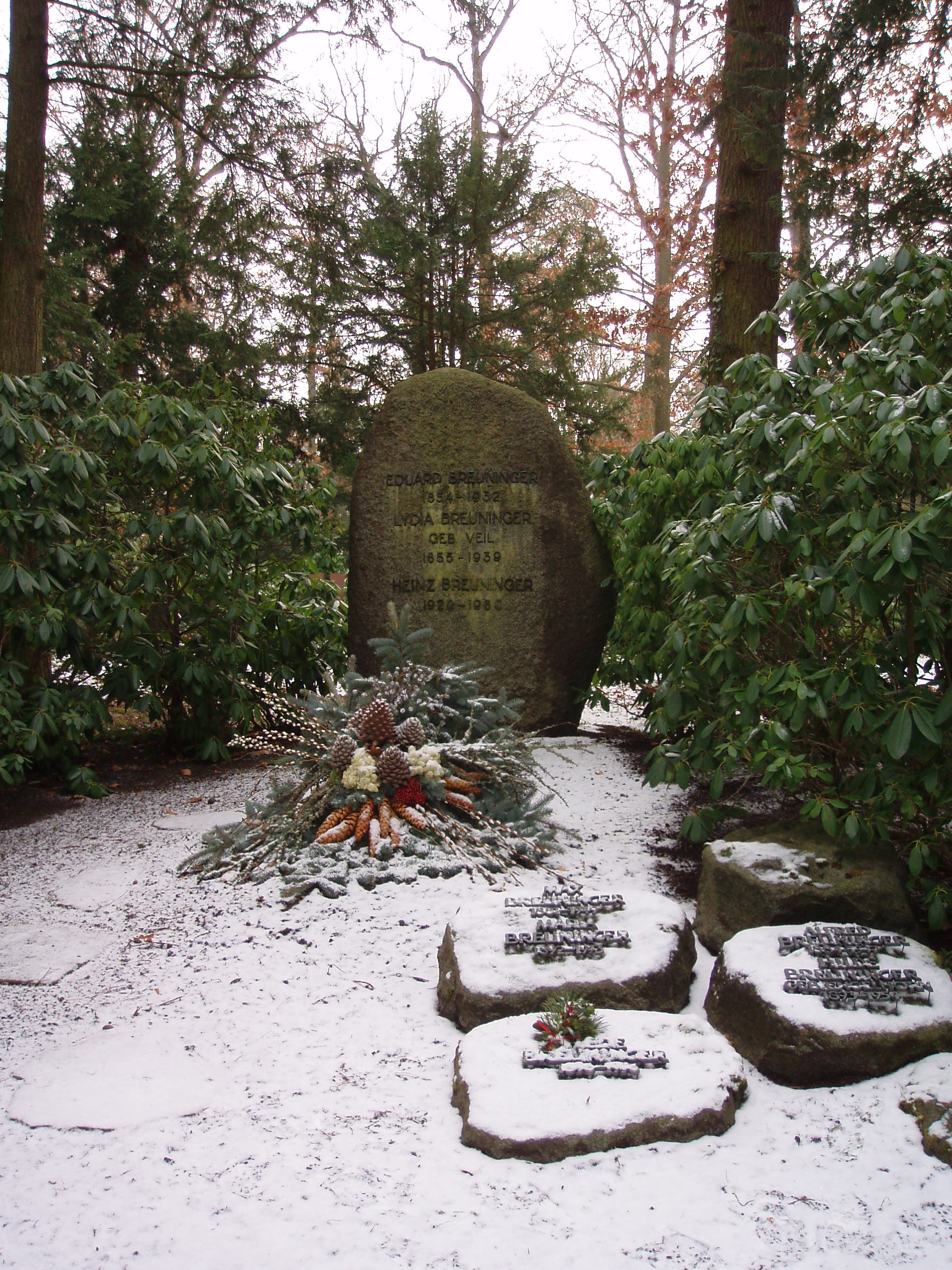
Breuningers Grab

Eduard Breuninger (* 14. Juli 1854 in Backnang; † 25. März 1932) war ein deutscher Einzelhandels-Unternehmer und Gründer des Warenhauskonzerns Breuninger.

## Leben
Breuninger stammte aus kleinsten Verhältnissen, sein Vater war Gerber in Backnang. Mit 13 Jahren begann er eine kaufmännische Lehre im Backnanger Textilgeschäft Albert Müller, Marktstraße 29, die er erfolgreich abschloss. 1871 zog er nach Stuttgart.
Am 8. März 1881 gründete er im Haus Münzstraße 1 in Stuttgart ein eigenes Unternehmen und kaufte 1888 die historische Gaststätte Zum Großfürsten, Münzstraße 7. Als Firma wählte Eduard Breuninger zunächst Ed. Breuninger, Zum Großfürsten. Das Geschäft expandierte schnell. Auch mit seinen Werbekampagnen ging Eduard Breuninger bis dahin unbekannte Wege. 1903 ersetzte ein Neubau die zwei alten Stammhäuser; 1908 folgte ein Neubau mit Front zur Sporerstraße nach US-amerikanischen Vorbildern. Ab 1912 gab es die Mitarbeiterzeitschrift Breuningers Monatsblätter, auch dies ein Novum.
1889 war in der Eröffnungsanzeige der neuen Abteilung für Damenkonfektion zu lesen: „sonntags geschlossen“ – Breuninger garantierte seinen Beschäftigten Sonntagsruhe und Urlaub, was damals völlig unüblich war. 1896 verschickte das Unternehmen Breuninger erstmals Postsendungen, die im Stil einer Zeitschrift die neuesten Modetrends zeigten. Breuninger reiste mehrmals in die USA, um sich dort mit Verkaufspraktiken bekannt zu machen. Selbst zu Zeiten der Weltwirtschaftskrise expandierte und baute Breuninger weiter.
In Backnang stiftete Breuninger der damaligen Stadtbibliothek 10.000 Reichsmark; er überließ auch karitativen Einrichtungen, Sportvereinen und anderen Organisationen viel Geld: so schenkte er 1928 der evangelischen Kirchengemeinde sein Elternhaus. In dieser Zeit förderte Breuninger den Hohenrodter Bund und stellte sein Ferienheim als dessen Tagungsort zur Verfügung. 1930 steuerte er 100.000 Reichsmark zum Bau eines Bürgerheims bei.
1916 wandelte Breuninger sein Unternehmen in eine Aktiengesellschaft um. Ein weiterer Neubau – Marktstraße 3 – folgte in den Jahren 1929 bis 1931. Bald nach der Einweihung des neuen Modehauses starb Breuninger nach kurzer, schwerer Krankheit. Er wurde auf dem Waldfriedhof Stuttgart begraben.
Breuninger saß im Aufsichtsrat des Stuttgarter Versicherungsunternehmens Stuttgarter Verein. Nach der Fusion mit der Allianz Versicherung zur Allianz und Stuttgarter Verein Versicherung 1927 gehörte er bis 1931 dem zeitweise fast 50 Personen umfassenden Aufsichtsrat der Lebensversicherungstochter an. 
Am Haus Marktstraße 29 gibt es seit dem 11. Oktober 2008 eine Gedenktafel an den Backnanger Ehrenbürger, nach dem auch eine Straße benannt ist.